# Rovinj
Rovinj (Italiaans en Venetiaans: Rovigno; Istriotisch: Ruvèigno of Ruveîgno; Latijn: Ruginium; Duits: Ruwein; Oudgrieks: Ῥυγίνιον of Rygínion) is een stad in Kroatië met 14.294 inwoners (2011). De stad is gelegen aan de westkust van het schiereiland Istrië en is een populair toeristenoord. Ongeveer 10% van de bevolking is Italiaanstalig en de stad is officieel tweetalig. Rovinj was al bekend in de Romeinse tijd en was tot en met 1797 in de handen van de Venetianen.

## Ligging
Rovinj lag aanvankelijk op een eiland. In 1763 werd het met het vasteland verbonden, waardoor het op een schiereiland kwam te liggen. De middeleeuwse bebouwing loopt tot vlak aan zee. De schilderachtige aanblik van de oude stadskern met zijn hellende straatjes maakt het een geliefde toeristenbestemming. In de nabijheid van de stad liggen 22 eilanden en eilandjes.

## Geschiedenis
Rovinj is in de geschiedenis vaak van machthebber veranderd. De stad begon als nederzetting van de Histriërs, waarna ze in 129 v.C. een deel van het Romeinse rijk werd. Na de verdeling van dat rijk kwam het korte tijd onder het gezag het Oost-Romeinse ofwel Byzantijnse Rijk. In de tijd van de volksverhuizingen bleven de doortrekkende, meestal Germaanse stammen op enige afstand, evenals de Slavische Kroaten en Slovenen, die zich in de 7de eeuw blijvend in het binnenland vestigden. De kuststeden van Istrië verbonden zich in de 8ste eeuw met de Venetianen, en bleven daarmee duizend jaar lang (tot 1797), verbonden. Tot 1805 was het kortstondig Oostenrijks: in dat jaar nam Napoleon het in. In 1815 kreeg Oostenrijk Venetië, Istrië en Dalmatië toegewezen en werd ook Rovigno wederom Oostenrijks. De stad bleef haar Italiaanse naam houden.
In de loop van de 18e eeuw manifesteerde de stad zich als het meest dynamische centrum van Istrië. De plaatselijke economie paste zich snel aan aan de behoeften van de markt, waarbij de activiteiten zich vooral toespitsten op olijfolie, gezouten vis en stenen voor de bouw. Het stadje werd de grootste van de regio, waarbij het aantal inwoners steeg van ongeveer 3.600 in 1645 naar 5.600 in 1710. In 1780 waren het er al meer dan 10.000, terwijl het inwoneraantal van Koper (Italiaans: Capodistria), de hoofdstad van het toenmalig Venetiaanse Istrië, niet boven de 4 tot 5.000 uitkwam.
Tijdens de Oostenrijks-Hongaarse periode floreerde de stad zowel in economisch als cultureel opzicht, waardoor zowel de sociale omstandigheden als de stedelijke infrastructuur sterk verbeterden. In de 19e eeuw kreeg de stad scholen, een ziekenhuis (1888), een tabaksfabriek (1872) en een grote pier (1859). Ook werd er in 1853 op het eiland van San Giovanni een vuurtoren gebouwd. In 1850 vestigde de Kamer van Koophandel en Industrie zich in de stad. In 1876 kreeg Rovinj aansluiting op het spoorwegnet (die tot 1966 zou blijven bestaan) en in 1905 straatverlichting. Na de Eerste Wereldoorlog, die leidde tot de val van de Habsburgse monarchie, kwam Rovigno in 1921 in Italiaanse handen.
Nadat Italië tijdens de Tweede Wereldoorlog in september 1943 capituleerde, bezetten de Duitsers de stad tot het einde van de oorlog. Bij de Vrede van Parijs van 1947 werd de stad, nu Rovinj geheten, samen met de rest van Istrië en de eilanden in de Kvarnergolf, toegewezen aan de Kroatische Republiek, die deel uitmaakte van Joegoslavië.
85% van de Italiaanse bevolking vertrok naar Italië en velen emigreerden vervolgens naar Amerika of Australië. Hun plaatsen werden opgevuld door vooral Kroaten, maar ook andere Joegoslaven. In 2011 had 11% van de 14.367 inwoners Italiaans als moedertaal en had 8% een andere voormalig Joegoslavische moedertaal. Sinds 1991 ligt Rovinj in Kroatië.

## Het wonder van de Heilige Eufemia
Er bestaat een populaire legende uit de vroege middeleeuwen die plaatsvond in Rovinj, waardoor de stad een bedevaartsoord werd. De legende gaat als volgt:
In de vroege ochtend van 13 juli in het jaar 800 luidden de klokken van de Sint-Eufemiakerk luid. De inwoners van Rovinj haastten zich richting de zee, waar te zien was hoe een marmeren sarcofaag op het strand was aangespoeld. De verbaasde mensen probeerden het stenen graf met behulp van ossen en paarden naar de stad te trekken, maar hun pogingen waren tevergeefs. Noch de spierkracht van mensen, noch hun inventiviteit kregen er beweging in. De heilige vertoonde zich aan een kleine jongen en zei tegen hem:"Ik ben Eufemia van Chalcedon die met haar bloed Jezus heeft aangehangen. Jij zult deze stenen kist met je eigen lichaam dragen." De jongen slaagde erin om met zijn handen de sarcofaag op te tillen en naar de kerk op de top van de hoogste berg van de stad te dragen. Daar opende hij de kist en zag het lichaam van een mooie vrouw. Naast haar bevond zich een heilig perkament met daarop de tekst: "Hoc est corpus Euphemiae Sancte", dit is het lichaam van de heilige Eufemia, een maagd die de martelaarsdood stierf in Chalcedon, en in de hemel is herboren op 16 september in het jaar 304 van de Heer.
Tegenwoordig, twaalf eeuwen na haar verschijning, is de Heilige Eufemia de beschermheilige van de stad Rovinj. Nog steeds is Rovinj een bedevaartsoord voor mensen die de kist met eigen ogen willen aanschouwen. En ieder jaar komen vele gelovigen uit Istrië op 16 september samen om de dag van deze heilige te herdenken.

## Toerisme
Rovinj staat al sinds de 19de eeuw bekend als toeristische bestemming. In 1844 werd de stad een stopplaats op de lijn Triëst-Fiume (Rijeka) van de Oostenrijkse Lloyd en in 1876 kreeg ze ook een spoorwegverbinding. Vanaf 1888, toen het Maria Theresia Seehospiz openging, ontwikkelde de stad zich als kuuroord. In 1890 kocht Georg Hütterott, een zakenman uit Triëst, vier eilanden bij Rovinj, waar hij begon met het ontvangen van gasten. Hoewel Georg Hütterott in 1910 overleed, gaven zijn eilandjes wel inspiratie voor de ontwikkeling van het toerisme. In 1913 was met de bouw van hotel Adriatico het systematische toerisme in Rovinj een feit.
Tegenwoordig liggen er in de omgeving van het stadje tien hotels, waarvan hotel Eden het grootste is en hotel Munte Mulini vijf sterren heeft. Er zijn tevens vier campings en gebieden met appartementen rond Rovinj. Hierdoor is Rovinj het grootste toeristische centrum van Istrië. Het is populair onder nudisten; de grootste camping van Rovinj, Valalta, is niet toevallig een naaktcamping.
De meeste buitenlandse toeristen in Rovinj komen uit België. Italië, Oostenrijk, Nederland en Duitsland.

## Evenementen
Sinds 2006 wordt in het voorjaar in Rovinj de Poplana georganiseerd, een driedaags straatfeest, dat in het teken staat van sport, vermaak en voedsel. Er worden onder andere basketbalwedstrijden, fietsraces, een schaaktoernooi en een danscursus gehouden.

## Bezienswaardigheden
- Grisia, pittoresk straatje omhooglopend naar Sint-Eufemiakerk
- Sint-Eufemiakerk
- Limski Kanaal
- Brioni-eilanden

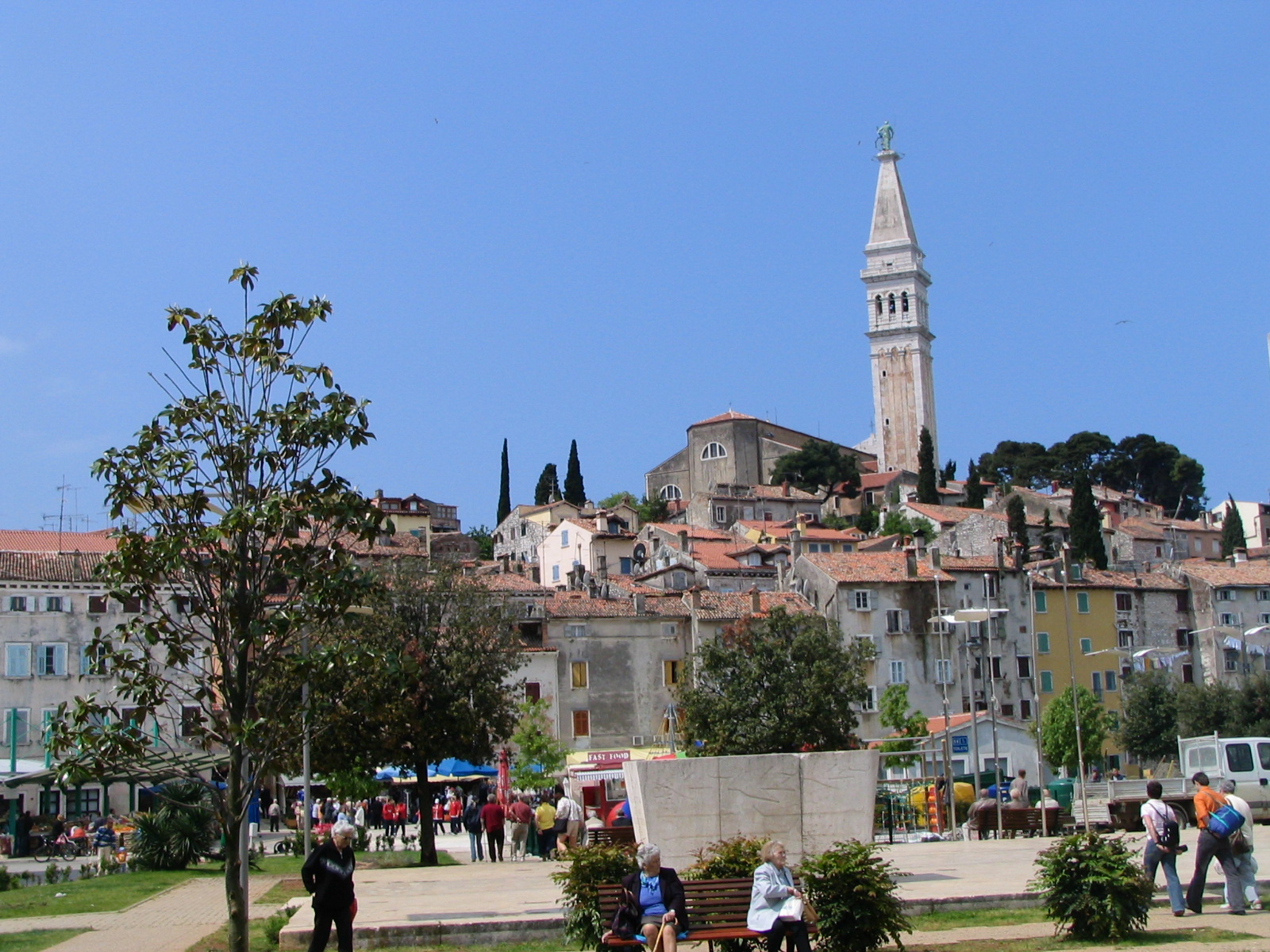
Stadje
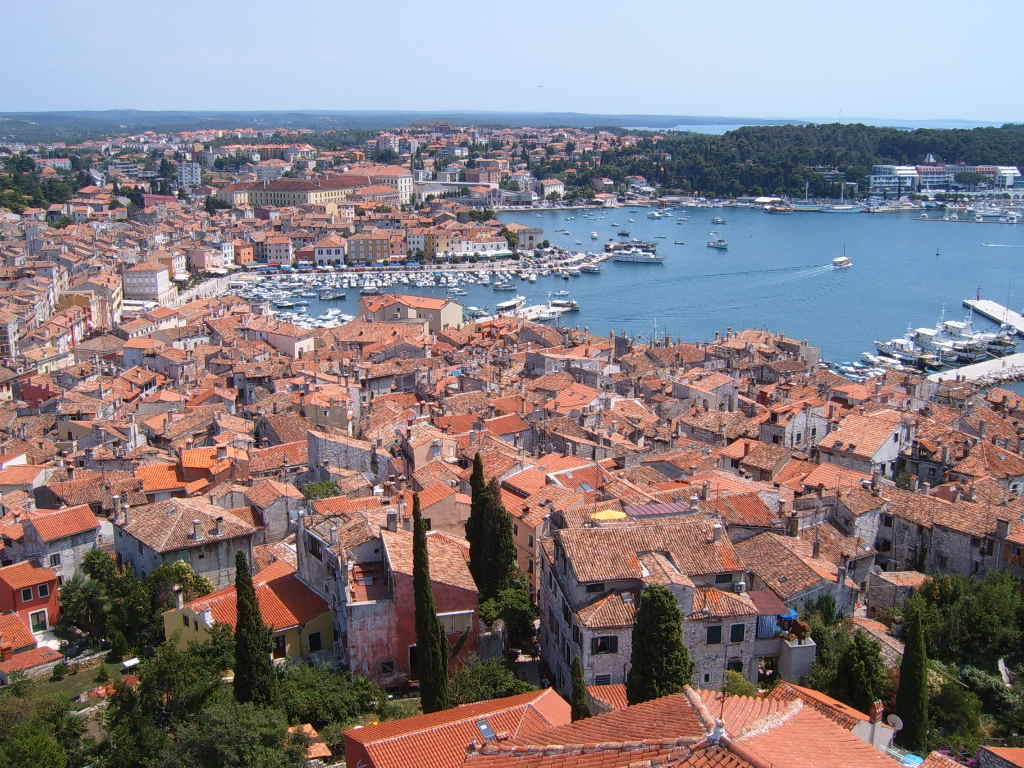
Rovinj, vanaf de Campanile van de Sv. Eufemija-kerk
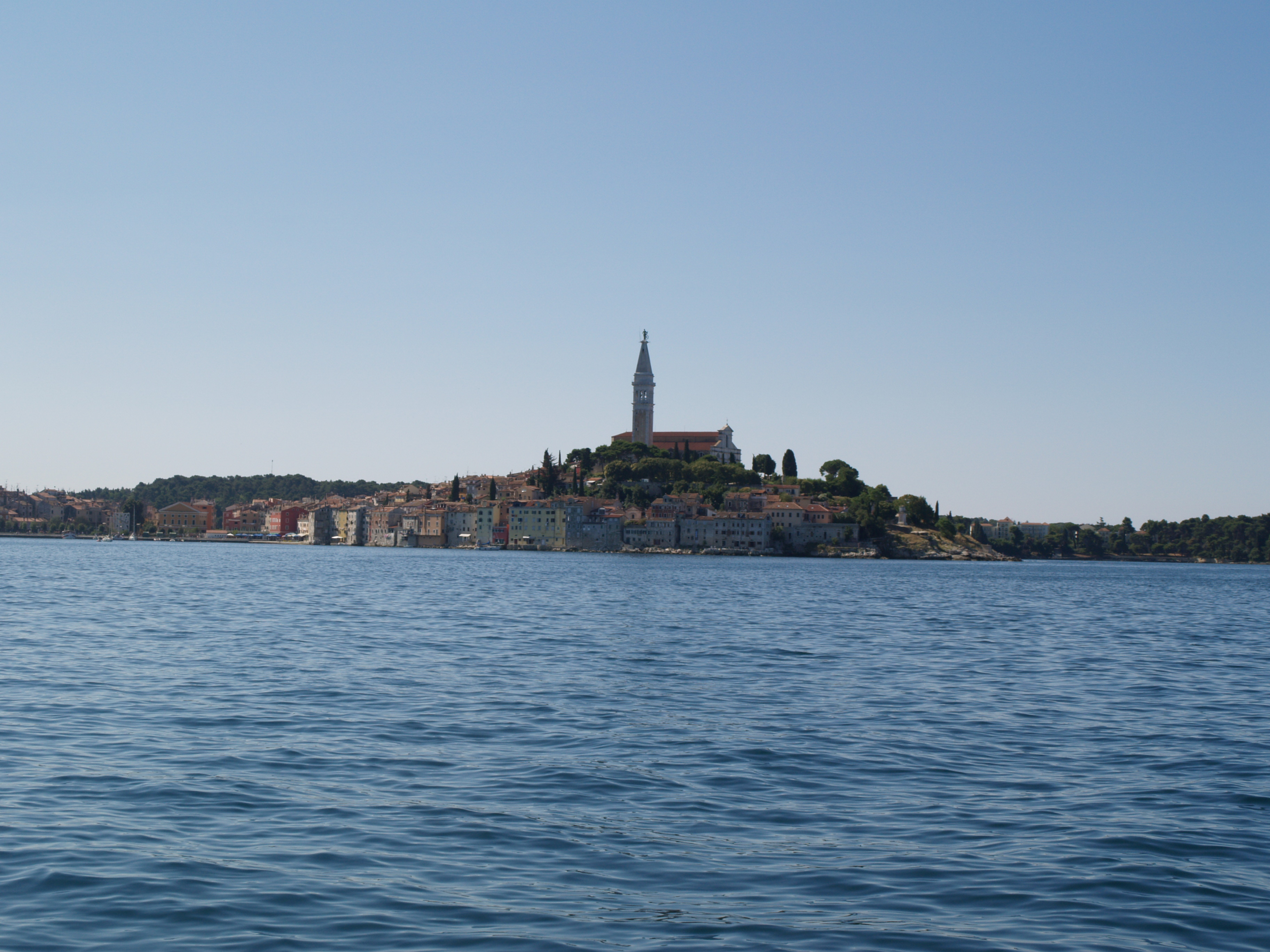
Vanaf een boot
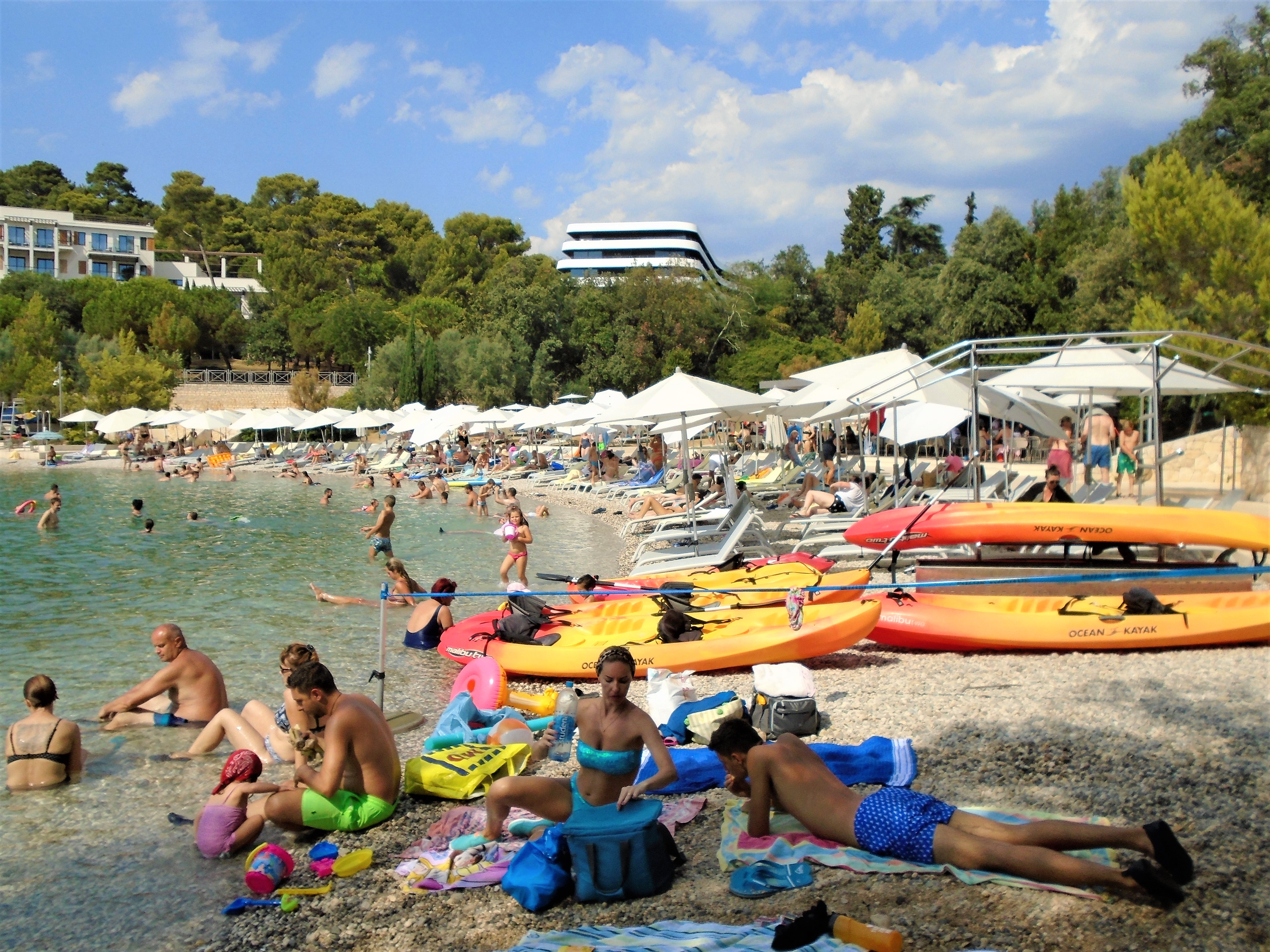
Strand Mulini

## Stedenbanden
Rovinj heeft een stedenband met:
- Adria (Italië), sinds 1982
- Camaiore (Italië), sinds 1990
- Leonberg (Duitsland), sinds 1990